# Spider: The Secret of Bryce Manor
Pour les articles homonymes, voir Spider.
Spider: The Secret of Bryce Manor est un jeu vidéo de puzzle développé par et édité par Tiger Style, sorti en 2009 sur iOS et Android.

## Accueil
Le jeu est sélectionné à l'Independent Games Festival Mobile de 2010 où il est nommé dans la catégorie Prix du Game design mobile et où il gagne le Prix du meilleur jeu iPhone. Grâce à cette victoire, il est nommé et remporte le Prix du meilleur jeu mobile de la compétition principale de l'Independent Games Festival 2010.